# Adeline Software International
Adeline Software var ett TV-spelsföretag med bas i Frankrike. Dess produkter involverade Little Big Adventure, Little Big Adventure 2, och Time Commando. Företaget såldes sedan till Sega och blev NoCliché.